# اوخاتی
اوخاتی (به لاتین: Ukhati) یک منطقهٔ مسکونی در گرجستان است که در شهرداری کازبگی واقع شده‌است. اوخاتی ۰ نفر جمعیت دارد و ۲٬۲۰۰ متر بالاتر از سطح دریا واقع شده‌است.